# Johann Christoph Keller
Johann Christoph Keller (* 1732 in Winnenden; † 1801) war ein deutscher Baumeister des Barock, der vor allem in Heilbronn tätig war.
Geboren in Winnenden, kam er über Herrenberg nach Heilbronn, wo er am 22. August 1757 das Bürgerrecht erhielt. Hier errichtete er im Auftrag des städtischen Bauamtes, das ihn 1769 als Baubeschauer und 1772 als Werkmeister erwähnt, mehrere Neubauten: ab 1765 das städtische Archivgebäude am Kieselmarkt, um 1770 den zweigeschossigen Saalbau Schießhaus am Hammelwasen und 1784 das von der Stadt an den Ritterkanton Kraichgau vermietete Kraichgauarchiv an der Nordseite des Hafenmarkts. Zu seinen weiteren Bauten in Heilbronn zählen das 1790 erbaute und 1944 zerstörte Roßkampfsche Haus in der Präsenzgasse 16 (heute: Kaiserstraße, Ecke Allee) und die Einhorn-Apotheke.

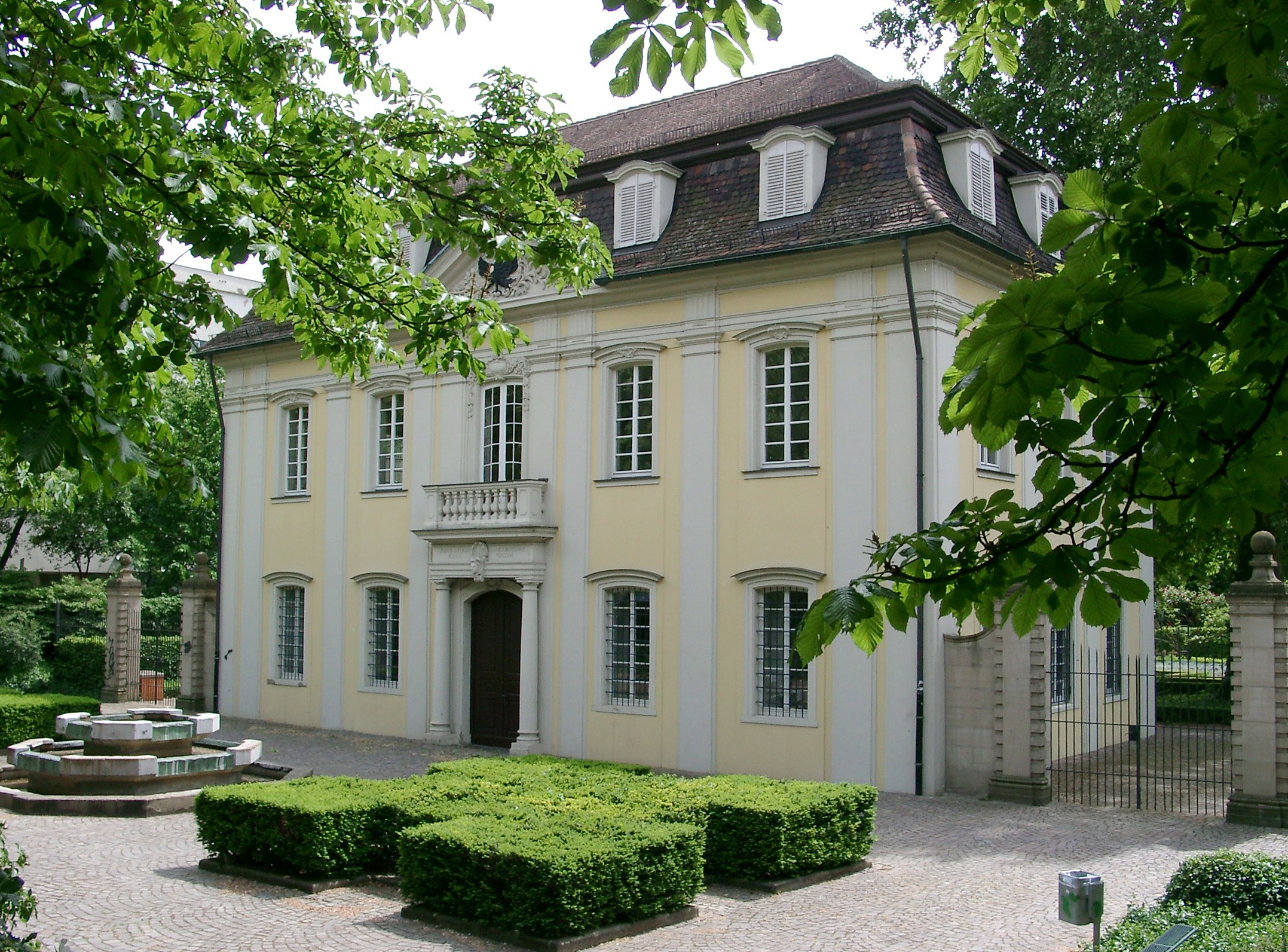
Schießhaus in Heilbronn
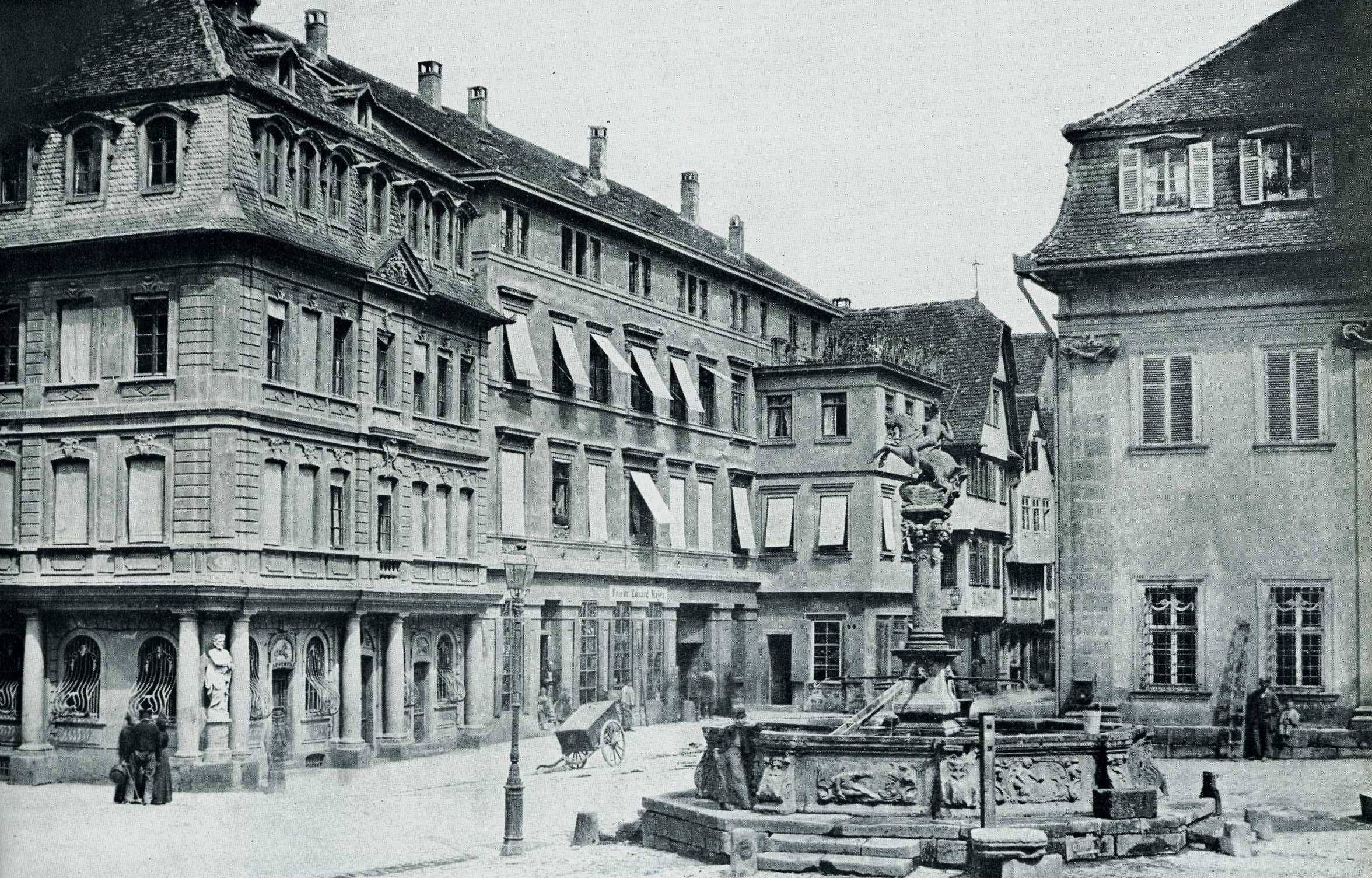
Kraichgauarchiv (rechts), Foto 1868
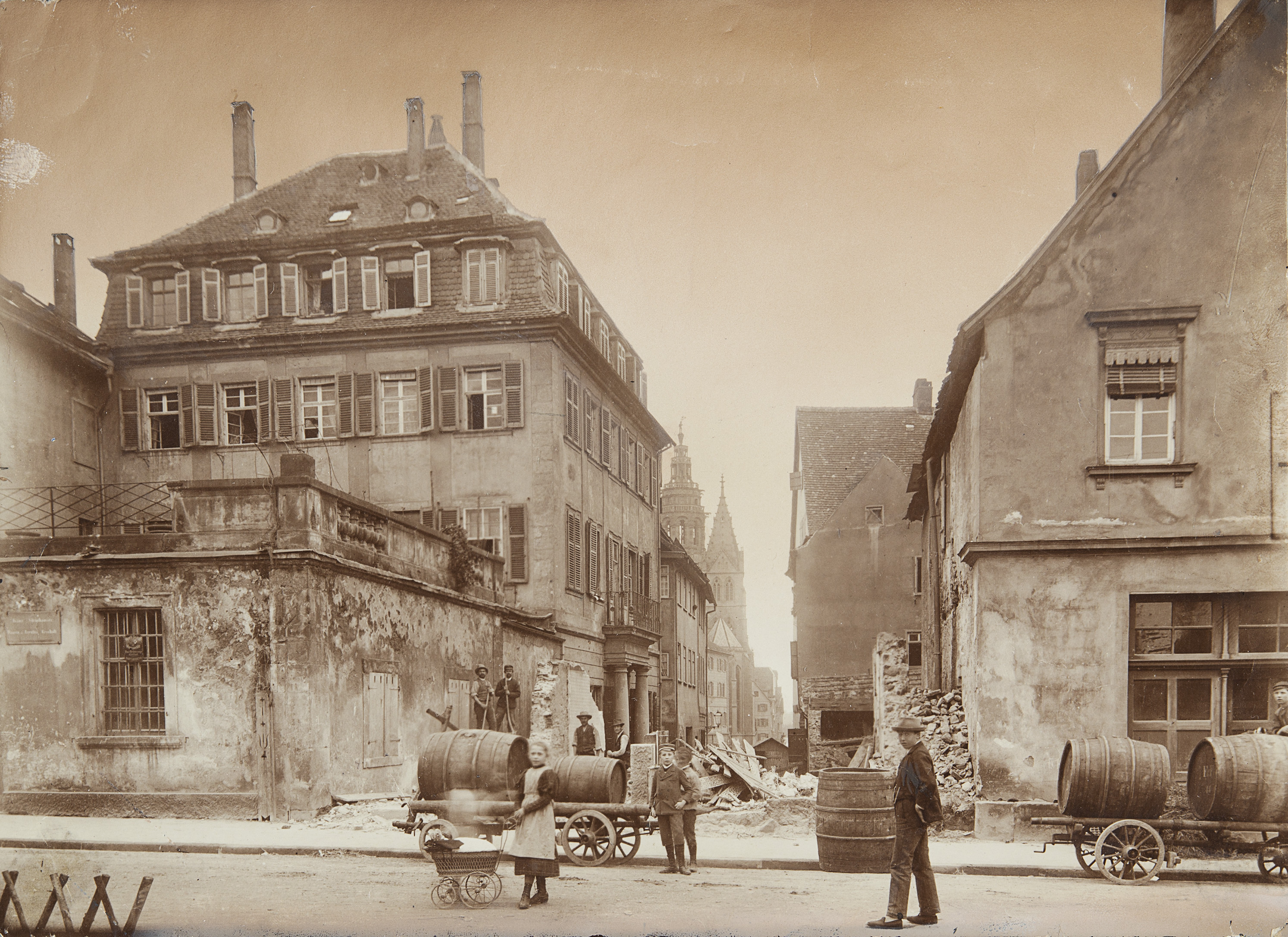
Roßkampfsches Haus
Einhorn-Apotheke, Detail